# Дан независности (САД)
Дан независности (или Четврти јул) слави се од 4. јула 1776. у Сједињеним Америчким Државама у част Другог Континенталног конгреса, одржаног у Филаделфији, на ком је усвојена Декларација о независности САД. Конгрес САД је два дана раније гласао и усвојио Декларацију, али она није објављена све до 4. јула.
Временом, разне друге летње активности повезују се са прославама 4. јула, укључујући пикнике, бејзбол утакмице, такмичења у једењу лубенице као и излети на плажи. Уобичајена храна биле су виршле, хамбургери, кукуруз, салата од купуса и колач од јабука.
Иако се четврти јули слави широм земље, историјски градови као Бостон и Филаделфија су најпознатији по њиховим прославама. Представљајући америчку музику, Бостонски оркестар, који одржава концерт на обалама реке Чарлс, привлачи огроман број посетилаца. Филаделфија одржава прославе у Сали независности где се обнављају историјске сцене и чита се Декларација о независности.

## Америчка револуција
Америчка револуција (1775-1783) била је један од најзначајнијих догађаја у историји. Повод за револуцију настао је 2 године пре почетка револуција (1773. године) када су револуционари у Бостонској луци бацили чај са бродова. Узрок Америчке револуције била је жеља за независношћу. Енглеска је на обалама Америке имала 13 колонија. Колоније нису биле унификоване, неке су имале већу, а неке мању аутономију. За време Америчке револуције Енглеском је владао Џорџ III који је у жељи да изврши централизацију пореза дао монопол на увоз чаја Источноиндијској компанији што је изазвало велико незадовољство међу колонијама. Након тога се 16. децембра 1773. одиграла Бостонска чајанка којом су револуционари показали своје незадовољство и жељу за независношћу.

### Даљи токови револуције
Једна од значајних битака које су се одиграле током револуције била је битка код Лексингтона у којој су револуционари претрпели велики пораз. Узрок пораза било је то што се Енглеској у бици прикључило и црначко становништво уз обећање да це бити слободно. 
1776. долази до преокрета након сто је на чело америчке војске постављен Џорџ Вашингтон. Џорџ Вашингтон шаље Бенџамина Френклина да обиђе европске престонице и да прикупи присталице против Енглеске.
Дана 4. јула 1776. Томас Џеферсон саставља Декларацију о независности чија је филозофска идеја била једнакост међу људима. Ова декларација иако је усвојена ипак није примењена у пракси јер се црначко становништво и даље није сматрало једнаким.
Пресудна битка одиграла се код Јорктауна 1781, након које Велика Британија није успела да се опорави. Миром који је потписан у Версају 1783. Британија је признала независност колонијама након чега је успостављена Федеративна заједница (САД). А убрзо након тога донет је и први устав 1789.

### Завршетак револуције
Уставом из 1787. године завршена је Америчка револуција. Овај Устав је уз мале промене остао на снази до данас. САД су постале заједница конфедералних држава, јер су чланице задржале знатну самосталност. Војска, царина и део финансија били су у надлежности централне власти. Амерички устав је први у свету увео начело поделе власти на извршну, законодавну и судску. Извршну власт имају председник који се бира на 4 године и влада, законодавну има Конгрес који се дели на Представнички дом и Сенат, а судска власт је независна.
Први председник постао је Џорџ Вашингтон, за председника је биран 2 пута, а трећи пут је одбио да се кандидује. Престоница САД постао је Вашингтон, а главни државни празник – Дан независности установљен је 4. јула, будући да су тог дана САД постале независна држава. Када се рат завршио 1783. године, 4. јул је постао празник у неким местима. У Бостону прослава 4. јула замењује празник Бостонског масакра 5. марта који је до тада био главни патриотски празник. Од 1941. године Конгрес је званично прогласио 4. јул државним празником.

## Усвајање декларације
Након усвајања, декларација је јавно читана у различитим Америчким градовима. Усвајање Декларације становништво је дочекало са одушевљењем и слављем. Амерички рат за независност-Америчка револуција (1775-1783) у коме је Велика Британија потписала независност за свих 13 колонија. Након потписивања Декларације 13 колонијалних земаља оснивају федеративну заједницу под називом Сједињене Америчке Државе.
Председник Другог Континенталног Конгреса, Џон Хенкоф, је био први који је потписао декларацију. Његовим орнаменталним иницијалима Хенкофов упечатљиви потпис доминира документом. Од тада када неку особу замоле за њен/његов "Џон Хенкоф" замолили су је у ствари да потпише своје име.
Свих 56 чланова који су потписали декларацију показали су велику храброст. Објављивање независности од Велике Британије био је чин издаје који се кажњавао смртном казном. Сама декларација постала је најомиљенији и највише пута копиран политички документ свих времена. Написао ју је Томас Џеферсон, а кориговали и финално уобличили Џон Адамс и Бенџамин Френклин.
Декларација о независности је озаконила Америчку револуцију. Она је такође филозофски запис заснован на учењу двојице великих филозофа: Џона Лока и Жана Жака Русоа.
Декларација о независности и Америчка револуција инспирисале су многе борце за слободу широм света.
Ми сматрано ове истине очигледним: да су сви људи створени једнаки, да су обдарени од стране њиховог Творца одређеним неотуђивим правима, међу којима су живот, слобода и тежња за срећом. – У циљу обезбеђивања ових права, владе установљене међу људима, изводе своје законите моћи из сагласности оних над којима се влада. – Ако икада иједан облик владе постане препрека остваривању ових циљева, право је народа да га промени или укине, да установи нову владу, која ће лежати на темељима таквих начела, и организовати своје моћи тако да најбоље утиче на народну сигурност и срећу.
```
             — Цитат из Декларације независности, 4. јул 1776.
```

## Прослава Дана независности
- 4. јула 1777. у Бристолу на Роуд Ајленду испаљено је тринаест метака, једном ујутру, а једном предвече. У Филаделфији Дан независности прослављен је на традиционалан амерички начин уз говоре, молитве, музику, параде и ватромете. Бродови у лукама били су украшени белим, црвеним и плавим бојама.
- 1778. генерал Џорџ Вашингтон из свог штаба близу Њу Брансвика у Њу Џерзију обележио је 4. јул великим количинама рума за своје војнике и „артиљеријским поздравом”. амбасадори, Џон Адамс и Бенџамин Френклин организовали су вечеру за своје америчке следбенике у Паризу.
- 1779. прослава је била организована 5. јула јер је 4. јула била недеља.
- 1870. Амерички Конгрес прогласио је 4. јул за неплаћени одмор за државне службенике.
- 1938. Конгрес уводи плаћени одмор за државне службенике.[5]

## Обичаји
Дан независности је национални празник и слично другим летњим догађајима прославља се напољу. Све мање важне државне институције (поштанске службе и федерални судови) затворене су тог дана. Многи политичари се на тај дан појављују на јавним прославама и говоре о историји, закону, људима и друштву.
Породице обично прослављају Дан независности тако што организују пикник и позивају своје рођаке и пријатеље да им се придруже. Декорације су у плавим, белим и црвеним бојама које представљају боје америчке заставе. Параде се углавном организују у јутарњим сатима, пре него што породице почну са окупљањима, а ватромети се испаљују увече и то углавном у парковима или трговима. 
Ватромети су праћени патриотским песмама као што су национална химна, „Боже благослови Америку” („God Bless America”) , „Предивна Америка” („America the Beautiful”), „Ова земља је твоја земља” („This Land Is Your Land”). Неки текстови подсећају на догађања из Револуционарних ратова.
Ватромети су традиција у већини држава, и многи се продају за личну употребу. Због сигурности многе земље су забраниле или ограничиле број и величину ватромета.
2009. године Њујорк је имао највећу представу са ватрометима са више од 22 тоне експлозива. Други градови са великим представама са ватрометима су у Чикагу на језеру Мичиген, Сан Дијегу, Бостону на реци Чарлс, на реци Мисисипи, у Сан Франциску и Вашингтону.
За Дан независности карактеристичан је „поздрав” из пиштоља (по један метак за сваку државу) док су за прву недељу јуна типична честа путовања због тога што многи људи користе 3 дана за одмор.